# 奉禁封船碑

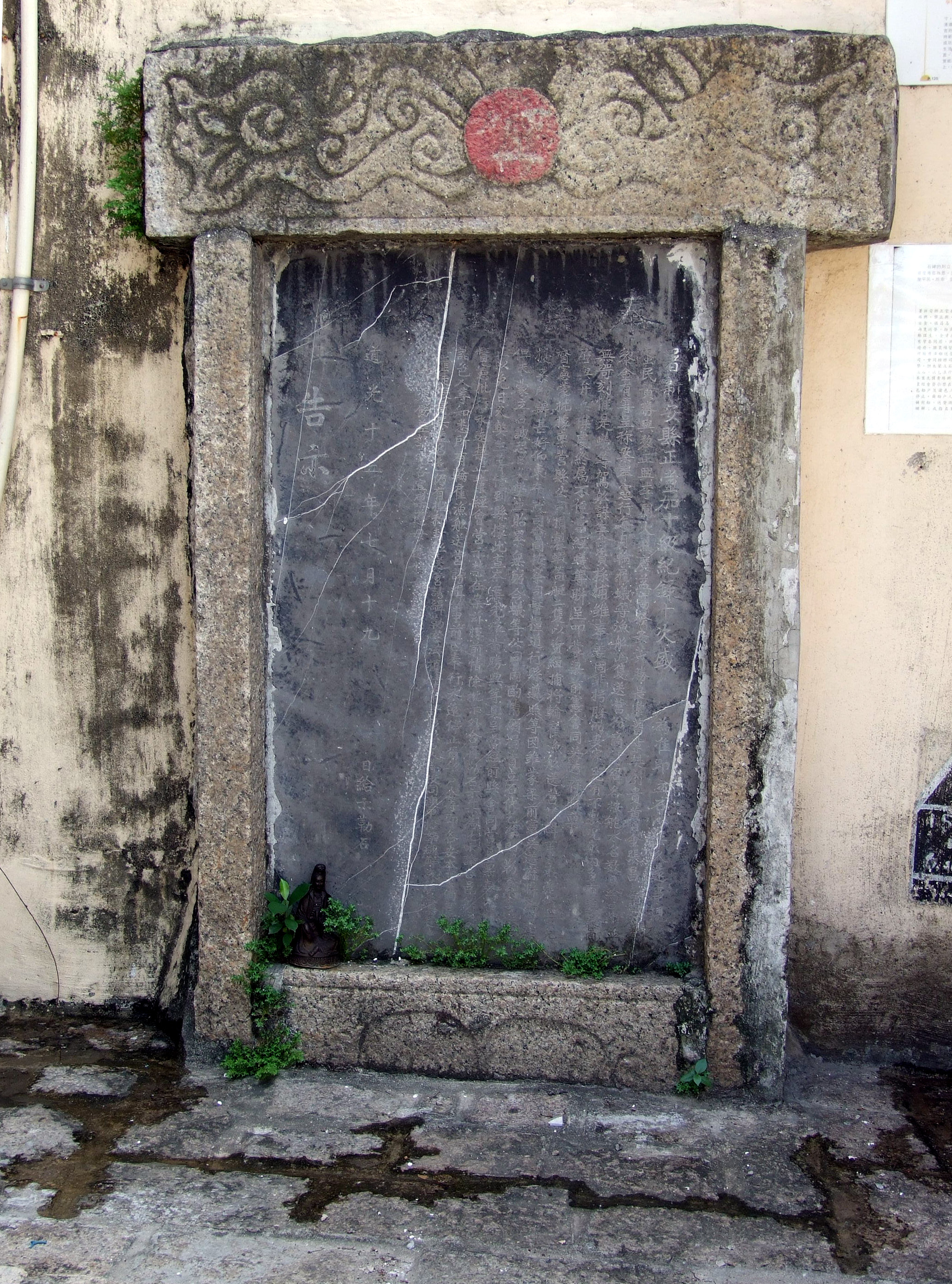
《奉禁封船碑》

《奉禁封船碑》是位於香港離島區坪洲毗連坪洲天后廟的坪洲鄉事委員會右側牆邊鑲嵌的一塊碑刻，立於清朝道光十五年，記載島上漁民稟請縣衙禁止官吏以捉拿海盜為名，而濫徵封用民船，為此立碑為記。

## 背景經過
在廣東沿海的漁民長期被視作賤民，處於社會的最低層，更被蔑稱為「蜑民」，不獲得上岸居住或參與科舉考試的權利。清朝道光年間，广东水师每月向坪洲的漁民輪流徵用兩條漁船，假扮作為一般商船，用以誘惑海盜搶劫。漁船是漁民的謀生工具兼住處，雖然這種「扮商誘盜」之策會按船上舵工水手人數而津貼口糧，但所發的口糧僅夠男丁餬口，而不足以養活船上大小家眷。
為此以黃勝興為首的12名漁民向官府稟報，經知縣與游擊商討後，議決由漁民、水師及縣衙門三方合資建造兩艘蝦笱艇，供水師用作誘盜，並永遠禁止徵用漁民的漁船。方案獲得兩廣總督批准，並知會廣東布政司、按察司、督糧道、新安縣等各級衙門。但漁民仍未放心，要求知縣允許自資將告示刻於碑上，於道光十五年七月十九日（1835年9月11日）立碑，是為《奉禁封船碑》。

## 評論
後世有評論認為，輪流徵用兩條漁船可能是無可奈何之舉。

## 外部連結
- 坪洲：旅遊熱點及特色
- 福山堂：坪洲天后廟－奉禁封船碑 （页面存档备份，存于）
- 坪洲綠衝者：奉禁封船碑 （页面存档备份，存于）